# Лахольм
Лахольм (швед. Laholm) — город в Швеции в лене Халланд, административный центр Лахольмской коммуны.
Население — 5835 жителей. В городе располагается Лахольмский музей рисунка.
История Лахольма как города уходит корнями в XIII век. Город был основан на плодородной земле и имел стратегическое значение. В Петров день (29 июня) в нём проходили ярмарки. В XIX веке Лахольм был прежде всего городом ремесленников. В настоящее время значительную роль в его экономике играет торговля и транспортные услуги.

## Галерея
- Церковь в Лахольме
- Фонтан «Девочка с птичками на волосах»
- Городская гостиница

## История
Согласно археологическим исследованиям, известно, что эта местность была заселена в течение длительного времени, вероятно, около 4000 лет. Недалеко за современной городской чертой находятся несколько курганов эпохи раннего бронзового века, расположенных у предполагаемого брода через реку Лаган. Вблизи этих курганов находится поселение железного века. На территории нового промышленного района города, Nyby Industriområde, также обнаружено несколько погребальных курганов, которые, как предполагается, относятся к бронзовому веку.
Лахольм упоминается уже в земельной книге короля Вальдемара, где говорится, что на этом месте велась торговля. Тогда это была королевская усадьба, на которой находился замок Лагахольм. Как город, Лахольм впервые упоминается в начале XIV века. До самого XVIII века Лахольм находился у единственного моста через реку Лаган в провинции Халланд.
Когда именно были выданы первые городские привилегии, неизвестно. Однако в регистрационных записях Кристиана II упоминается, что город получил подтверждение своих привилегий в 1515 году, а затем в 1571 и 1676 годах. В 1557 году Лахольм получил право проводить ежегодную ярмарку.
Город несколько раз сжигали дотла в течение XVI и XVII веков. Во время налоговой реформы Карла XI была разрушена крепость Лагахольм, ранее находившаяся у реки Лаган. Ее руины были раскопаны в середине XX века, а позже была предпринята попытка реконструкции. Сегодня руины используются как опоры моста и дамбы ГЭС на реке Лаган. Последний городской бургомистр Аксель Мальмквист приобрел для города несколько скульптур на средства, вырученные от местного ревю "Лагахольмские спектакли" (Lagaholmsspelen), которые периодически возрождались в последние годы. Сценарии и режиссуру часто выполнял сам Мальмквист.
В 1960-х годах шоссе E6 было проложено к западу от города. До этого главная дорога через Халланд проходила через Лахольм.
В городе также существует гильдия Святого Кнута, которая берет свое начало в середине XIII века. Печать гильдии представляет собой средневековую печать, обнаруженную в земле в районе Nyby.
Лахольм известен как один из важнейших центров гончарного производства в стране. Гончарные мастерские Laholmskeramik и Jani keramik были наиболее значимыми. 
27 сентября 1940 года городской совет постановил после обсуждения, что название города следует произносить как "Лахольм" с ударением на второй слог. 